# Shelburne (Ontario)
Shelburne to miejscowość w Kanadzie położona w prowincji Ontario w hrabstwie Dufferin.
Powierzchnia Shelburne to 4,54 km².
Według danych spisu powszechnego z roku 2001 Shelburne liczy 4122 mieszkańców (907,93 os./km²).